# Censura no Japão
A censura no Japão assumiu muitas formas ao longo da história do país. Embora o Artigo 21 da Constituição do Japão garanta a liberdade de expressão e proíba a censura formal, a censura efetiva de conteúdo obsceno existe e é justificada pelo Artigo 175 do Código Penal do Japão. Historicamente, a lei foi interpretada de maneiras diferentes – recentemente foi interpretada como significando que toda pornografia deve ser pelo menos parcialmente censurada, e algumas prisões foram feitas com base nessa lei.
Em 2022, o Japão ocupava a 71.ª posição no Índice de Liberdade de Imprensa, abaixo da 67.ª posição no ano anterior. A Repórteres sem Fronteiras observou que as questões relativas ao Japão incluem autocensura entre seus jornalistas, a emissora de mídia nacional NHK mantendo laços estreitos com o Partido Liberal Democrático (PLD), bem como a exclusão de freelancers e repórteres estrangeiros em eventos e entrevistas governamentais, alimentando dúvidas sobre a independência editorial. Em 2022, foi introduzida uma lei de "insultos online" que regulamentaria o tipo de discurso feito na esfera pública virtual.

## Censura da internet
A censura da Internet no Japão geralmente se concentra em pornografia e material político controverso, especialmente no que diz respeito à história japonesa durante o Império do Japão.
Em 2022, o Japão introduziu uma lei para revisar seu Código Penal que determinaria pena de prisão de até um ano e multa maior por fazer "insultos virtuais". Anteriormente, as acusações de insulto se aplicavam quando era estabelecido que um "indivíduo insultou outro na esfera pública para prejudicar sua reputação social". A pena aplicada ao crime sob a lei pré-revisada era "detenção por menos de trinta dias" ou "multa inferior a dez mil ienes".